# Yvon Chouinard
Yvon Chouinard (* 9. listopadu 1938) je americký horolezec a podnikatel. Ve svých horolezeckých začátcích chtěl ušetřit peníze za vybavení, a tak se naučil kovářství a následně začal v horolezeckém oboru podnikat. Kromě domovských Spojených států lezl například v Alpách či Pákistánu. Roku 1968 vystoupil novou cestou na patagonskou horu Cerro Chaltén (spolu s ním zde byl například Douglas Tompkins). V roce 1973 založil oděvní společnost Patagonia.